# Adalgott
Adalgott (? - 1165) foi um bispo de Coira. Sua festa litúrgica é comemorada em 3 de outubro. Adalgott, na literatura mais antiga, é frequentemente confundido com o abade de mesmo nome, do século XI, de Disentis.

## Vida
Adalgott foi um monge do mosteiro cisterciense de Claraval, e discípulo de Bernardo de Claraval. Em 1150, já em idade avançada, foi eleito bispo de Coira. Foi ordenado em 4 de fevereiro de 1151 em Mogúncia, uma vez que a diocese de Coira, desde o Tratado de Verdun (843), pertencia à província eclesiástica de Mogúncia.
Apesar de sua idade avançada, foi um bispo energético e reformista. Em um de seus documentos, ele conta que somente assumiu o encargo da sede episcopal, com a finalidade de beneficiar os mosteiros e devido a sua preocupação para com os pobres ("ego, Algotus Curiensis episcopus, pro utilitate monasteriorum et cura pauperum pontificale onus suscipiens": BUB 1, Nr. 330 do ano de 1154). Construiu e reformou os mosteiros na área de sua diocese e dedicou-se a cuidar dos pobres.
Em 1140/42, Adalgott promoveu a fundação do mosteiro premonstratense de Santa Lúcia, em Coira, já em 1149 o papa cisterciense Eugênio III, assim como Adalgott, um ex-aluno de Bernardo de Claraval, tomou-o sob sua proteção. Em 1154 Adalgott doou ao mosteiro de Santa Lúcia um hospital, que recebeu o nome de São Martinho, além de uma propriedade em Mistail com a condição de que fossem utilizados para socorrer os pobres. Com este bens adjudicados, Adalgott fechou o mosteiro feminino de São Pedro Mistail, porque ele após um período de declínio estava desabitado há várias décadas e uma reorganização parecia impossível. Adalgott também cuidou da reforma e da revitalização de outros mosteiros da sua diocese.
É provável que Adalgott tenha sido enterrado em Coira. Sua sepultura foi perdida. Após um curto mandato, deixou como legado uma diocese organizada com um monasticismo renovado e firme. A decisão para a reconstrução da Catedral de Coira (de 1178 até 1272) é provável que também tenha sido iniciativa de Adalgott. Desde 1646 (Churer Proprium) Adalgott é liturgicamente venerado na diocese de Coira como um santo e os cistercienses colocaram-no em seu calendário hagiológico.